# Matilda Howell
Matilda "Lida" Scott Howell (28 augustus 1859 - 20 december 1939) was een Amerikaanse boogschutter.
Als Lida Scott won ze in 1881 en 1882 het kampioenschap van de staat Ohio. In 1883 trouwde ze met Millard C. Howell en werd ze nationaal kampioen. Tot 1907 won Lida Howell diverse titels in het boogschieten. Op de Olympische Spelen in St. Louis (1904) won ze drie gouden medailles: individueel won ze in de dubbele nationale ronde en de dubbele Colombia ronde. Ook met het team, met teamgenoten Jessie Pollock, Laura Woodruff en Louise Taylor, werd ze hier eerste.